# فو چنگیو
فو چنگیو (به چینی: 傅成玉) (زاده ژوئن ۱۹۵۱) کارآفرین، سیاست‌مدار و مدیر ارشد اجرایی چینی است، که در حال حاضر به‌عنوان رییس هیئت مدیره شرکت‌های ساینوپک و خدمات نفتی چین فعالیت می‌نماید. وی سابقه مدیریت در شرکت ملی نفت فلات قاره چین و شرکت پتروشیمی چین را نیز در کارنامه خود دارد. چنگیو همچنین یکی از ۱۷ عضو اصلی کمیته مرکزی حزب کمونیست چین می‌باشد.